# タイドプール

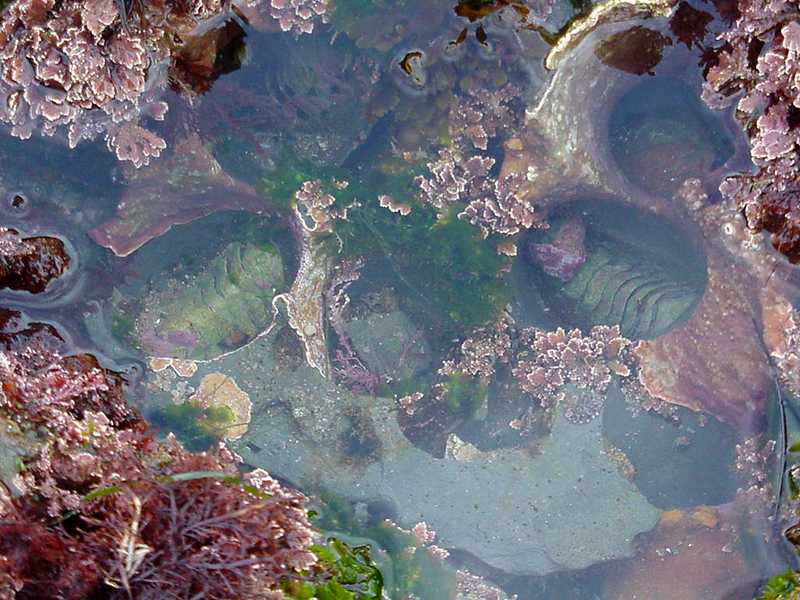
岩礁海岸の小さなタイドプール。海藻やヒザラガイ類が見える

タイドプール（英: Tide pool）とは、岩礁海岸や干潟の潮間帯において、干潮時に岩や砂泥底などの底質のくぼみに海水が取り残されてたまったもの。潮だまりとも呼ばれる。

## 概要
タイドプールは、海岸において、満潮時に海水につかる部分が干潮によって陸に出たときに、その地形によって海水が残る部分を指す言葉である。砂浜海岸にできることは少ないが、それ以外の海岸には普通に生じるものである。潮だまり（潮溜り・潮溜まり）とも呼ばれる。
小さなものは指先ほどのものから、大きいものは競泳プールほどもあるものまで様々な大きさがある。いずれにせよ満潮時には海の一部となり、干潮時から次の満ち潮までは、ある程度独立した閉鎖した水域になる部分である。ただし、高潮帯にある「水たまり」でも、波飛沫がかかるなどして海水の影響がある範囲はタイドプールとして扱う。
海岸の地形によってその様子は大きく異なる。岩礁海岸においては、岩のくぼみに海水が溜まる形で潮間帯のあちこちに大小様々なタイドプールを生じる。その大きさや形は岩の質や地層によっても大きく異なる。れき海岸では、岩礁海岸的な部分がある場合は、石と砂、岩混じりの底質の水たまりとして生じる場合があるが、礫のみからなる海岸では、砂浜と同様にタイドプールは生じにくい。干潟では低潮線付近の平面において、ややくぼんだ部分に水たまりが残るように生じる場合がある。
ただし、干潟に生じるタイドプールは、低潮線より下のごく浅い水域との間に環境としてほとんど差がない。生物環境としては岩礁海岸のタイドプールが特に重要である。
サンゴ礁の海岸は、砂地であることが多いが、広いサンゴ礁が岩礁のように露出する場合もあり、ここではタイドプールが生じる。しかし、もともと低潮線付近に平面を作る地形であり、しかも珊瑚は多くのすき間を持っているので、実際にはタイドプールはすべて内部で繋がりあっている状態であることも多い。オオイカリナマコは、時として複数のタイドプールにまたがって体を伸ばしていることがある。

## 成因
干潟のタイドプールは主として水の流れの具合による砂泥の堆積の違いによって生じる。
岩礁海岸の場合、波浪による浸食作用などによって生じたくぼみがタイドプールとなるが、生物が原因となる部分もある。穿孔性の動物は地層の柔らかい部分に穴を開けるので、そのような部分が特に浸食されたり、ウニが岩の表面に巣穴を掘ったものが小さなタイドプールとなる例などがある。
大型の物は地震などの地殻変動などに起因する物も多い。褶曲や断層に起因する物もある。
また、石が窪みに残り波の作用で岩をすり鉢状に削る場合も有り、時には深さ1mを超えるタイドプールを形成する場合がある。形状により、ポットホール（甌穴、かめ穴）とも呼ばれる

## 環境
タイドプールの環境は、その大きさや位置によって大きく変化する。
低潮線付近の大きなタイドプールは、いわば仕切られた海にすぎず、おおよそ低潮線以下の海の一部と見なすことができる。しかし、小さく仕切られたことで、生物にとってはそれなりの違いがある。
それより上の位置のタイドプールは、日射や降水により、水温や溶存酸素量、塩分濃度、pH（海水は約8程度で弱アルカリ性、雨水は5.6以下で弱酸性、）が短時間で変化する。一般に気温が高いときほど、塩分濃度が高くなり、溶存酸素量は低くなる。酸性雨が降ればpHが低下する。特に規模の小さなものほどそれらの乱高下する過酷な環境である。タイドプールの生物にはこれらに対する耐性が要求されるため、一般に大きなタイドプールの方が、生物相が大きさの差以上に豊富である。しかし、そのために外洋には生息しない潮間帯独自の生物も多い。
これらの要素の変化の程度は、その潮だまりの位置する高さによっても大きく変わるので、潮だまりの生物にもある程度の帯状分布がある。
高潮線より上には、普段は海水に浸らない水たまりがあるが、普段でもしぶきが入り込み、時には海水が流れ込む極めて特殊な環境となっている。温度変化も激しく、塩分濃度はほぼ淡水から場合によっては海水以上に濃縮されるという、淡水と海水のどちらの生物にも過酷な環境であり、ごく少数の生物しか見ることができない。肉眼的なものでは、トウゴウヤブカの幼虫のように耐塩性の強い特殊なボウフラや、やはり耐塩性の強いケンミジンコ類（ソコミジンコ類）のシオダマリミジンコなどが見られるくらいである。

## 多様な生物
潮間帯は生物多様性の高い場所として知られる。この理由として、陸と海の境界面であること、潮の満ち干による環境の変化が大きいこと、陸と海の（多分特に海からの）大型の捕食者が侵入しにくいことなどがあげられる。
しかし、同時に潮間帯は海産動物にとって、一時的に陸での生存を強いられる場でもある。そのために様々な適応をしたものが見られるが、どうしても陸上で生存が難しい生物もいる。そのような生物にとっては、潮だまりこそがその生活の場となる。そのような生物の中には、主たる生息場所としてこれを積極的に利用する生物が多い。魚類はその代表であり、ハゼ類やギンポ類などは、このような環境によく適応し、多くの種類がある。カエルウオなどは、狭い潮だまりに取り残されたときに潮だまりの間を飛び跳ねて移動する行動を発達させている。これらの他にも、入り組んだ岩礁で繁殖や稚魚の時期を過ごす魚には、潮だまりに入り込むものが少なくない。
多少は陸の活動に耐えうる動物、たとえばカニにおいても、干潮時に潮だまりに逃げ込むものは数多い。乾燥などへの対応をさほどせずとも潮間帯で暮らせるわけであるから、この方が簡単なのであろう。
低潮線付近のタイドプールでは、低潮線以下の岸壁に定着するサンゴ類やソフトコーラルなどが着生しているのを見ることもできる。また、偶発的に低潮線以下に生息する魚類や甲殻類などが取り残されることもある。このようなことがさらにこの区域の多様性を高めてもいる。
おもな生物は以下のようなものが挙げられる。

### 岩礁海岸

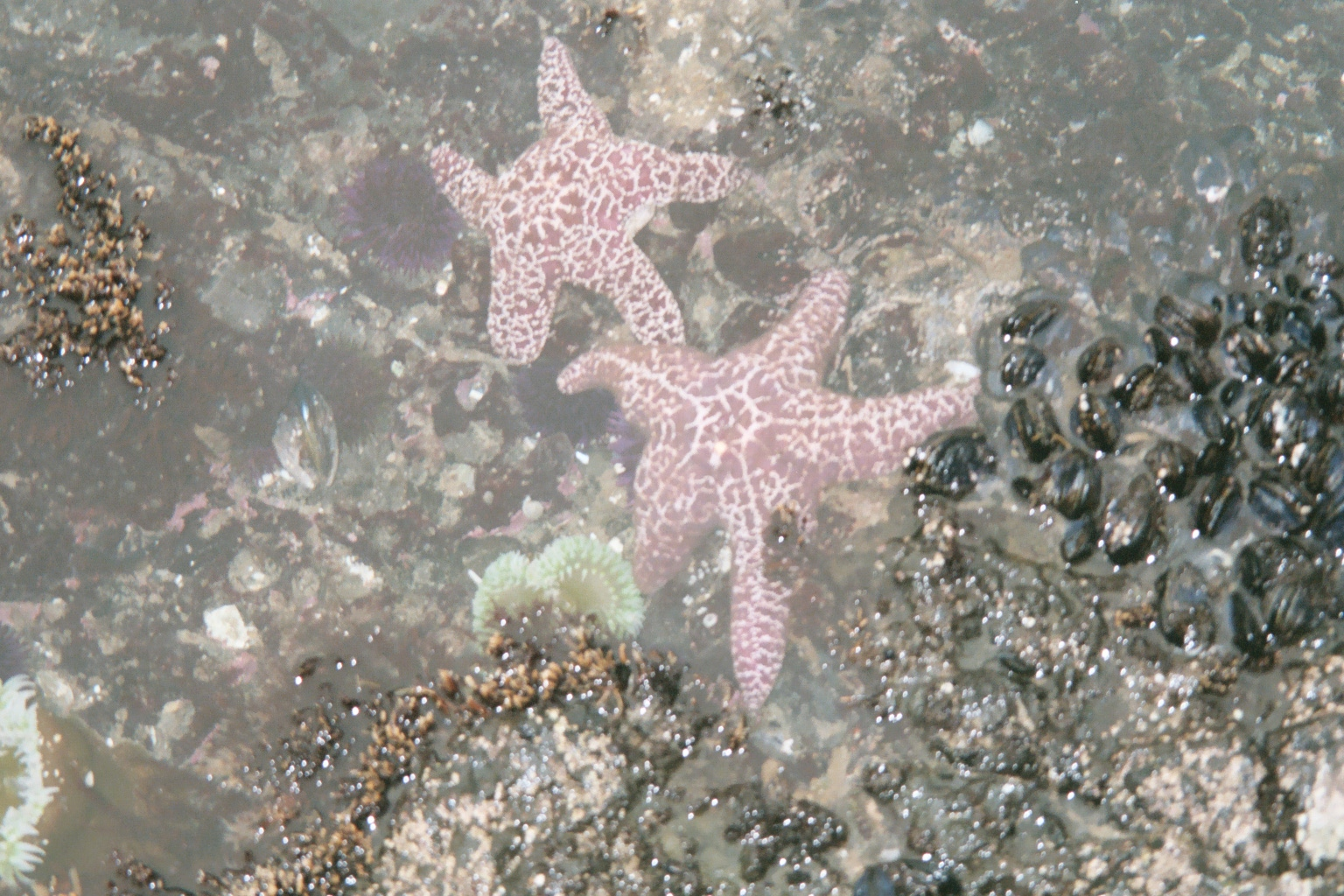
岩礁海岸のタイドプール。ヒトデ、二枚貝などがいる

- 魚類 - アゴハゼ、ドロメ、クモハゼ、シマハゼ、ナベカ、イソギンポ、スズメダイ類、メジナ稚魚など
- エビ - イソスジエビ、スジエビモドキ、アシナガモエビ、テッポウエビ類など
- ヤドカリ - ホンヤドカリ、ケアシホンヤドカリ、イソヨコバサミ、イソカニダマシなど
- 棘皮動物 - ニセクロナマコ、ムラサキクルマナマコ、ムラサキウニ、ナガウニ、タワシウニなど
- カニ - イソガニ、オウギガニ、ベニツケガニ、イシガニなど
- 貝類 - イシダタミ、ムシロガイ、イボニシ、ウミウシ、アメフラシなど
- イソギンチャク - ヨロイイソギンチャク、タテジマイソギンチャク、ウメボシイソギンチャクなど
- 海綿類 - ダイダイイソカイメン、クロイソカイメンなど
- 海藻類 - ボウアオノリ、スジアオノリ、ヒトエグサ、アナアオサ、ヒジキ、マクサ、ユナなど

### 干潟
- 魚類 - ヒメハゼ、アベハゼ、クロダイの稚魚など
- エビ - クルマエビ類の稚エビ、テッポウエビなど
- カニ - ガザミ類の稚ガニ、ヤマトオサガニ、ケフサイソガニなど
- 貝類 - ウミニナ類、ムシロガイなど
- 海草類 - コアマモ、ウミヒルモなど

その他にも、目に見えるものだけで端脚類、海藻など数多い。

## 利用

### 生物の観察
タイドプールは海中とちがって、潜水などの技術・装備が不用なので、海産生物の観察には極めて好適な場所である。干潮時を見計らって海岸へ出向くだけで、多様な生物が観察できる。
ちょっと見にはほとんど動物が住んでいないように見えるタイドプールであっても、しばらくじっと観察すれば、あちこちの孔やすき間からエビや魚が顔を出すのを見ることができるはずである。積極的におびき出すべく、ちょっと餌を仕掛ければ、様々な動物がそれをつつきにやってくるのを観察することもできる。待つのが面倒であれば、あるいは待っても出てこない動物を探すためには、水底の転石をひっくり返すのがよい方法である。裏面には、光を嫌う小型動物がくっついているし、石の下にはカニやエビが潜り込んでいる。さらに積極的に生物を探すために、タイドプールの水をすべて掻き出す、という方法もある。放っておいても、満潮になれば元通りになる。

### 漁業
小型の巻き貝などが多く生息し、漁業資源ともなっている。小型のシッタカなどはタイドプールで採取されたものが多い。
伝統的な漁法に、石垣などで人工的な潮溜まりを作り、取り残された魚を採取する石干見（魚垣）がある。

### 海水プール
水深が浅いため、沿岸部の集落では泳ぎの未熟な子供の海水浴場となっている。